# Eure (Le Havre)
L'Eure of Leure of L'Heure is een wijk en voormalige gemeente in de Franse stad Le Havre in het departement Seine-Maritime. L'Eure ligt net ten oosten van de historische stadskern van Le Havre, nabij de haven van Le Havre.

## Geschiedenis
Oude vermeldingen van de plaats gaan terug tot de 11de eeuw als Lure. De plaats lag aan de noordelijke oever van de monding van de Seine. Ten westen werd begin 16de eeuw aan de monding van de Seine de haven- en vestingstad Le Havre gesticht.
De 18de-eeuwse Cassinikaart toont hier een dorp Grande Heure, en verder ten oosten het gehucht Petite Heure of Notre Dame des Neiges.
Op het eind van het ancien régime op het eind van de 18de eeuw, toen de gemeenten werden gecreëerd, werd Leure of l'Heure een gemeente.
Bij een verordening van 18 juli 1831 werd de gemeente samengevoegd bij de gemeente Graville onder de naam Graville-L'Heure, met Graville als hoofdplaats. In 1852 werd Leure weer afgesplitst van Graville en bij de gemeente Le Havre gehecht. De stadsvestingen van Le Havre werden in 1854 afgebroken, en de stad en de haven konden zo uitbreiden naar het oosten, richting Leure.

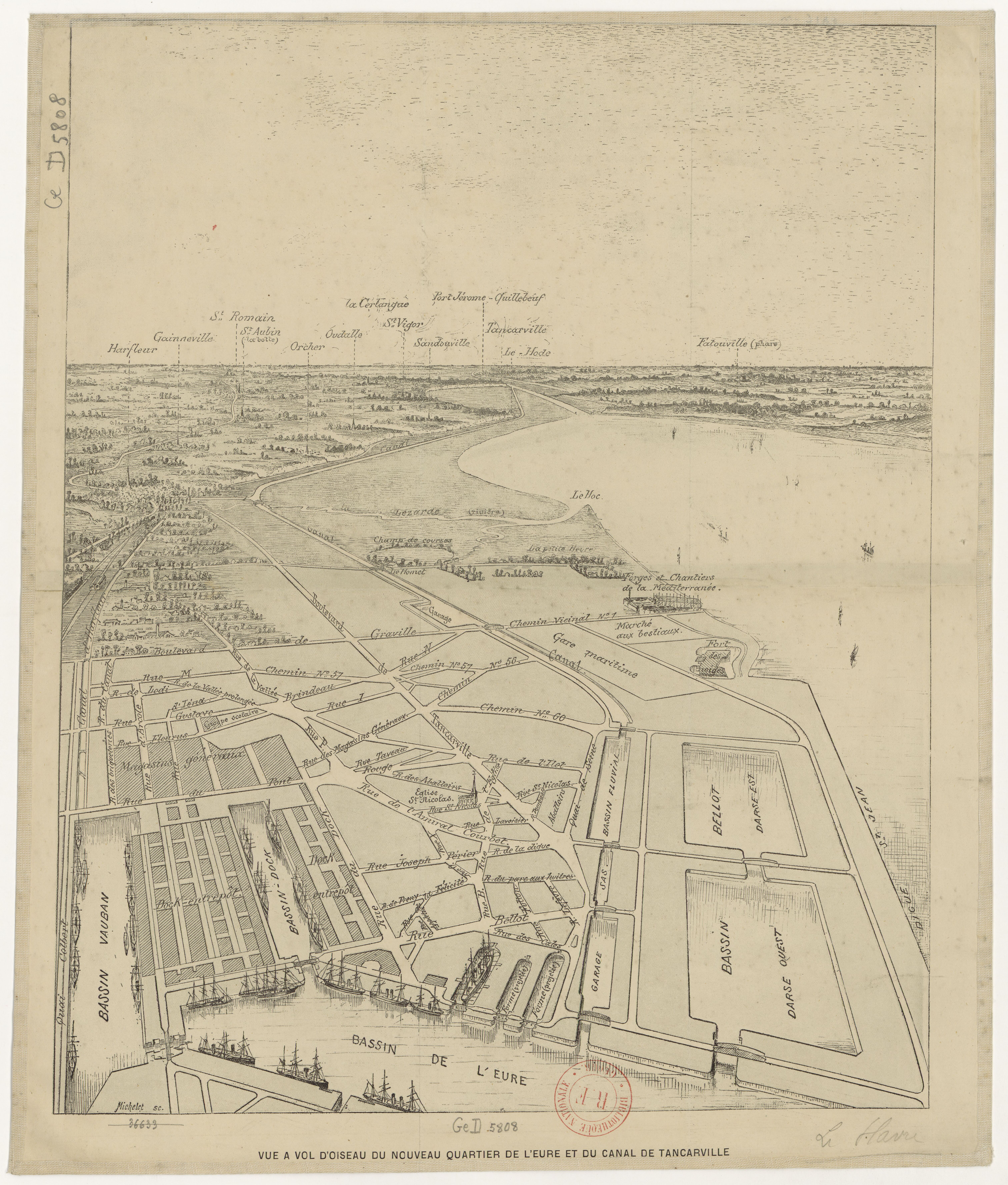
Bassin de l'Eure en nieuwe wijk, 19de eeuw

De plaats vergroeide in de loop van de 19de eeuw en 20ste eeuw helemaal met het stadscentrum van Le Havre, en delen van het gebied verdwenen bij de aanleg van dokken en haven- en industriegebied. Een van de havendokken, gegraven in 1845-1855 werd naar de plaats genoemd, het Bassin de l'Eure.

## Bezienswaardigheden
- De Église Notre-Dame-de-la-Victoire (Saint-Augustin) uit de jaren 1920[3]

Bléville · Eure · Graville · Ingouville · Le Havre · Rouelles · Sanvic